# Geschäftsgrundlage
Geschäftsgrundlage sind im Zivilrecht die nicht zum eigentlichen Vertragsinhalt erhobenen, bei Vertragsabschluss aber zutage getretenen gemeinsamen Vorstellungen beider Vertragsparteien sowie die der einen Vertragspartei erkennbaren und von ihr nicht beanstandeten Vorstellungen der anderen vom Vorhandensein oder dem künftigen Eintritt gewisser Umstände, sofern der Geschäftswille der Parteien auf diesen Vorstellungen aufbaut. Falls die Geschäftsgrundlage nicht mehr erfüllt ist, spricht man von einer Störung der Geschäftsgrundlage.

## Ausgangspunkt
Die Lehre vom Wegfall der Geschäftsgrundlage ist nach Ende des Ersten Weltkrieges entwickelt worden. Der Rechtsbegriff geht auf Paul Oertmann zurück.
Die Lehre von der Geschäftsgrundlage ist Bestandteil des Vertragsrechts. Sowohl die Geschäftsgrundlage als auch deren Störung waren bis 2001 gesetzlich nicht geregelt, sondern wurden als ein Unterfall des Grundsatzes Treu und Glauben (§ 242 BGB) behandelt, der als Generalklausel fungierte. Die clausula rebus sic stantibus wiederum sah vor, dass die Vertragsbindung bei nachträglicher grundlegender Veränderung der bei Vertragsabschluss gegebenen Umstände entfallen sollte. Dieser Rechtssatz schränkt die Regel, dass Verträge einzuhalten sind (pacta sunt servanda), ein.

## Die Geschäftsgrundlage im deutschen Zivilrecht

### Entwicklung
Im 1900 in Kraft getretenen Bürgerlichen Gesetzbuch war das Problem der Geschäftsgrundlage zunächst nicht geregelt. Die clausula rebus sic stantibus, wie sie schon im römischen Recht diskutiert wurde, kam im BGB nicht zum Zug. Der entgegen dem Verzicht aus dem Jahr 1748 ausgeübte Machtspruch Friedrichs II. von Preußen im Müller-Arnold-Fall, der zugunsten des Müllers Arnold eine Störung der Geschäftsgrundlage annahm, war der zivilrechtlichen Dogmatik um 150 Jahre voraus.
Die Rechtsprechung des Reichsgerichts und des Bundesgerichtshofs hat jedoch – auf der Grundlage der Generalklausel des § 242 BGB – in besonderen Fällen den Einwand des Wegfalls der Geschäftsgrundlage dann zugelassen, wenn es angesichts der Gesamtumstände treuwidrig gewesen wäre, denjenigen Vertragspartner, für den die Geschäftsgrundlage weggefallen war, an dem Vertrage festhalten zu lassen. Bestimmte Fallgestaltungen wurden auch über das Bereicherungsrecht gelöst (condictio ob rem). Besondere Bedeutung erlangte das Institut als Grundlage der Aufwertungsrechtsprechung des Reichsgerichts.

### Gesetzliche Regelung
Seit Januar 2002 besteht eine Regelung in § 313 BGB mit der amtlichen Überschrift Störung der Geschäftsgrundlage; hierdurch sollte jedoch nur die bisherige Rechtsprechung in Gesetzesform gegossen, nicht jedoch eine Änderung vorher anerkannter Grundsätze erfolgen.
Voraussetzung für die Störung der Geschäftsgrundlage ist ein wirksam geschlossener Vertrag, der auch nicht durch Anfechtung fortgefallen ist. Als Geschäftsgrundlage werden die Umstände angesehen, von deren Vorliegen die Parteien bei Vertragsschluss ausgegangen sind, die aber nicht ausdrücklich Vertragsbestandteil geworden sind. § 313 Abs. 1 BGB setzt voraus, dass diese Umstände sich tatsächlich schwerwiegend verändert haben (grobes Missverhältnis). Voraussetzung ist insoweit ein reales Element. Weiterhin wird vorausgesetzt, dass die Parteien bei Kenntnis davon den Vertrag nicht, beziehungsweise nicht so geschlossen hätten (hypothetisches Element). Schließlich wird noch gefordert, dass ein Festhalten am unveränderten Vertrag einer Partei nicht zugemutet werden kann (normatives Element). 
Im Rahmen des normativen Elementes ist dann zu berücksichtigen, wie die Risikoverteilung des Vertrages im konkreten Fall ausgestaltet ist. Wurde etwa eine Festmiete für 10 Jahre vereinbart, und die ortsüblichen Mieten steigen während der Vertragslaufzeit rasant an, so stellt dieses Risiko ein vertragstypisches Vermieterrisiko dar, das nicht in den Regelungsbereich einer gestörten Geschäftsgrundlage gehört. Die Regeln über die Störung der Geschäftsgrundlage greifen deshalb erst ein, wenn weder der Vertrag noch das Gesetz eine Risikoverteilung vornehmen. § 313 BGB ist damit Ausnahme zum Grundsatz, dass Verträge binden (pacta sunt servanda). Als gesetzliche Manifestation allgemeiner Billigkeitserwägungen ist die Störung der Geschäftsgrundlage zu speziellen Regelungen subsidiär. Die Regelung spielte insbesondere bei der Bewältigung der Folgen der COVID-19-Pandemie auf die Rechts- und Vertragsordnung eine wichtige Rolle.

### Begriff: Geschäftsgrundlage
Der Begriff der Geschäftsgrundlage ist, auch soweit er heute gesetzlich geregelt ist, umstritten geblieben. Vornehmlich die Rechtsprechung stellt auf einen „subjektiven Begriff“ der Geschäftsgrundlage ab. Darunter fallen die „Vorstellungen“, die eine Partei oder beide Parteien dem Vertrag zugrunde gelegt haben. Die so verstandene Geschäftsgrundlage bereitet Abgrenzungsprobleme zu den bloßen „Motiven“ eines Vertragsabschlusses, denn Irrtümer darüber sind unbeachtlich (Motivirrtum). Der Unterschied besteht darin, dass die Annahme bestimmter Umstände als Geschäftsgrundlage von der anderen Seite als Voraussetzung des Vertrages verstanden und zumindest nicht beanstandet wurde. Der Umstand, dass diese Vorstellungen nunmehr aber in § 313 Abs. 2 BGB den sonstigen Fällen der Störung der Geschäftsgrundlage ausdrücklich gleichgestellt werden, spricht dafür – was in der Rechtswissenschaft diskutiert wird – auch subjektive Umstände als Gegenstand der Geschäftsgrundlage anzuerkennen.

## Rechtsfolgen
Rechtsfolge der Störung der Geschäftsgrundlage ist ein Anspruch auf Anpassung des Vertrages an die neuen Verhältnisse, soweit dies möglich ist. Eine Modifikation des Vertrages wird aber nur dann verlangt werden können, wenn sie für den anderen Teil günstiger ist als die Rückabwicklung des Vertrages. Andernfalls ist der Vertrag nach den Grundsätzen des Rücktritts abzuwickeln. Bei Dauerschuldverhältnissen, wie Arbeits- oder Mietverhältnissen tritt wegen der Schwierigkeit der Rückabwicklung an die Stelle des Rücktritts das Recht zur außerordentlichen Kündigung des Vertrages. Ein Wandel in der höchstrichterlichen Rechtsprechung kann zu Störungen der Vertragsgrundlage führen, die nach den Regeln des Wegfalls der Geschäftsgrundlage zu behandeln sind.

## Die Störung der Geschäftsgrundlage in anderen Rechtsordnungen

### Österreich
Das österreichische ABGB enthält keine allgemeine Regelung für einen Wegfall der Geschäftsgrundlage. Verschiedene Probleme in diesem Zusammenhang sind stattdessen in einzelnen Sondernormen geregelt. Rechtsprechung und Literatur nehmen für nicht im Einzelnen geregelte Fälle eine Gesetzeslücke an, wenn eine vertragstypische Voraussetzung fehlt oder wegfällt, das bei Vertragsschluss nicht vorhersehbar war und das Risiko des Wegfalls auch nicht eine der Vertragsparteien zu tragen hat. Wenn die weitere Vertragsdurchführung unzumutbar ist, kann der Vertrag aufgelöst oder in analoger Anwendung von § 872 ABGB angepasst werden.

### Frankreich
Die Störung der Geschäftsgrundlage (imprévision) wird im französischen Recht von Art. 1195 Code Civil geregelt. Voraussetzung für eine Vertragsanpassung ist insbesondere, dass die Störung der Geschäftsgrundlage dazu führt, dass die Erfüllung des Vertrags für die Partei, die die Vertragsanpassung beantragt, übermäßig kostenaufwendig (excessivement onéreuse) ist.